# Alex Johnston

a Compétitions nationales et continentales officielles uniquement.

b Matchs officiels uniquement.
Alex Johnston (A.J), né le 14 janvier 1995 à Sydney (Nouvelle Galles du Sud), est un joueur australien de rugby à XIII qui évolue dans le club des Rabbitohs de South Sydney. Il est également international australien. Il occupe principalement le poste d'ailier depuis ses débuts en National Rugby League (NRL). Il fait ses débuts en NRL lors de la saison 2014 au cours de laquelle il termine meilleur marqueur d'essai de la saison avec 21 essais et un titre de NRL avec les Rabbitohs.

## Biographie
Alex Johnston a une ascendance d'origine aborigène et papou. En septembre 2014, la sélection de Papouasie-Nouvelle-Guinée l'invite à la rejoindre mais il opte pour la sélection australienne en fin d'année 2014 pour disputer le Four Nations. 

## Palmarès
- Collectif :
  - Finaliste du Tournoi des Quatre Nations : 2014 (Australie).
  - Vainqueur de la National Rugby League : 2014 (South Sydney).
  - Finaliste de la National Rugby League : 2021 (South Sydney).

- Individuel :
  - Meilleur marqueur d'essais de la NRL : 2014, 2020, 2021 et 2022 (South Sydney).
  - Elu meilleur ailier de la National Rugby League : 2022 (South Sydney).

## Détails

### En équipe nationale
Alex Johnston n'a jamais pris part à une Coupe du monde, l'unique compétition pour laquelle il a été retenu est le Tournoi des Quatre Nations 2014 au cours de laquelle l'Australie termine finaliste, battue en finale par la Nouvelle-Zélande. Il n'a toutefois pas participé à un match puisqu'au poste d'ailier, il a subi la concurrence de Josh Mansour, Sione Mata'utia et Daniel Tupou.
| Année | Compétition    | Rang      | Résultats Australie | Résultats A. Johnston | Matchs A. Johnston |
| ----- | -------------- | --------- | ------------------- | --------------------- | ------------------ |
| 2014  | Quatre Nations | Finaliste | 2 v, 0 n, 2 d       | 0 v, 0 n, 0 d         | 0/4                |

### En club
| Saison | Club                   | Compétition           | Matchs | Points | Essais | Buts | Drop |
| ------ | ---------------------- | --------------------- | ------ | ------ | ------ | ---- | ---- |
| 2014   | South Sydney Rabbitohs | National Rugby League | 18     | 84     | 21     | 0    | 0    |
| 2015   | South Sydney Rabbitohs | National Rugby League | 25     | 68     | 17     | 0    | 0    |
| 2016   | South Sydney Rabbitohs | National Rugby League | 18     | 44     | 11     | 0    | 0    |
| 2017   | South Sydney Rabbitohs | National Rugby League | 22     | 88     | 22     | 0    | 0    |
| 2018   | South Sydney Rabbitohs | National Rugby League | 24     | 32     | 8      | 0    | 0    |
| 2019   | South Sydney Rabbitohs | National Rugby League | 15     | 16     | 4      | 0    | 0    |
| 2020   | South Sydney Rabbitohs | National Rugby League | 22     | 92     | 23     | 0    | 0    |
| 2021   | South Sydney Rabbitohs | National Rugby League | 22     | 120    | 30     | 0    | 0    |
| 2022   | South Sydney Rabbitohs | National Rugby League | 25     | 120    | 30     | 0    | 0    |
| 2023   | South Sydney Rabbitohs | National Rugby League | 23     | 84     | 21     | 0    | 0    |